# Monstres contre Aliens
Pour plus de détails, voir Fiche technique et Distribution.
Monstres contre Aliens est un film d'animation américain réalisé par Conrad Vernon et sorti en 2009. C'est le premier long-métrage d'animation entièrement produit en 3-D stéréoscopique (et non converti en 3-D à postériori), ce qui a augmenté son budget de 15 millions de dollars (9 %).
Le film suit la jeune Susan Murphy qui reçoit sur la tête une météorite qui la transforme en une géante de plus de vingt mètres. L'armée entre promptement en action, la neutralise et l'incarcère dans une prison secrète. Rebaptisée Génormica, Susan fait connaissance avec ses compagnons d'infortune : le brillant docteur Cafard, un scientifique fou à la tête de cafard, l'hybride macho mi-singe mi-poisson appelé Le Maillon Manquant, l'indestructible et gélatineux BOB et le gigantesque Insectosaure.
L'heure de la délivrance ne tarde pas à sonner pour tous ces monstres, car un mystérieux et maléfique robot alien, provenant d'une lointaine galaxie, se pose sur Terre et se met à y causer de sérieux dégâts. Le président des États-Unis sélectionne le plan du général W. Putsch, qui décide alors d'enrôler les monstres pour contrer les envahisseurs et sauver le monde civilisé d'une destruction imminente.

## Synopsis
À Modesto, en Californie, Susan Murphy va se marier avec le journaliste météo Derek Dietl. Juste avant la cérémonie, elle se réjouit d’avance de s’installer à Paris mais Derek l'informe que leur plan a changé pour un poste à Fresno, et par la suite, elle se fait écraser par une météorite issue d'une planète détruite. Bien qu'elle semble indemne au début, pendant la cérémonie, l'énergie fait que les cheveux de Susan blanchissent et elle se met à grandir jusqu’à devenir une géante de 20 mètres, détruisant accidentellement l'église dans le processus. Durant le chaos, un escadron militaire la capture après l’avoir immobilisée.
Susan se réveille dans une base gouvernementale secrète qui abrite des monstres, où elle rencontre le général W. Putsch, l'officier de l'armée en charge de l'établissement et ses collègues détenus, également des monstres : le Dr Cafard, un scientifique moitié humain, moitié cafard à la suite d'une expérience qui a mal tourné ; B.O.B. (Benzoate Ostylezene Bicarbonate), une substance gélatineuse bleue indestructible dénuée de cerveau à la suite d'une expérience ratée sur une tomate ; Insectosaure, un insecte massif de 100 mètres de haut muté par un rayonnement nucléaire ; et le Maillon Manquant, un hybride poisson-singe macho préhistorique. Susan est renommée « Genormica » par le gouvernement et apprend que tout contact avec ses parents et ses amis lui est interdit.
Pendant ce temps dans l’espace, un seigneur extraterrestre ressemblant à un calmar nommé Gallaxhar est alerté de la présence d'une substance puissante connue sous le nom de quantonium et envoie une gigantesque sonde robotique pour la récupérer. La sonde atterrit sur Terre, où le président des États-Unis tente de prendre le premier contact en jouant "Axel F"; mais la sonde lance une attaque destructrice et se dirige directement vers San Francisco. Devant cet menace, W. Putsch convainc le président d’utiliser les monstres pour battre le robot en échange de leur libération. À San Francisco, au moment où les habitants évacuent la ville, le robot détecte le quantonium dans le corps de Susan et la traque. Au pont du Golden Gate, les monstres parviennent à détruire le robot géant tout en sauvant les gens présents sur le pont.
Gallaxhar met le cap sur la Terre pour obtenir lui-même le quantonium tandis que les monstres désormais libres profitent de leur liberté pour accompagner Susan chez elle pour retrouver sa famille. Cependant les autres montres terrifient l’entourage de Susan en raison de leur physique, tandis que Derek rompt ses fiançailles avec Susan à cause de sa taille de géant qui risque de lui voler la vedette. Le cœur brisé, Susan retrouve les autres monstres qui dépriment, eux aussi, et se rend compte que sa vie était encore meilleure en tant que monstre et complimente les talents de chacun pour les remotiver. Soudain, Susan est entraînée dans le vaisseau  de Gallaxhar par un rayon tracteur. Insectosaure essaie de la sauver, mais il est abattu par le vaisseau, ce qui provoque apparemment sa mort.
À bord du vaisseau, Susan se libère furieusement de sa cage et poursuit Gallaxhar, pour ensuite être piégée par une machine qui extrait le quantonium de son corps, lui rendant sa taille d'origine. Gallaxhar utilise ensuite le quantonium extrait pour créer des clones de lui-même afin de lancer une invasion à grande échelle de la Terre. W. Putsch conduit B.O.B, Maillon et Dr. Cafard à bord du vaisseau, où ils sauvent Susan et se rendent au noyau principal de puissance, où Dr. Cafard programme l’autodestruction du vaisseau pour empêcher l'invasion. Susan affronte personnellement Gallaxhar sur le pont. Avec le temps qui s'écoule, elle brise la boule où le quantonium est stocké sur elle-même, lui rendant sa taille et sa force monstrueuse. Après avoir sauvé ses amis, ils fuient le vaisseau et sont secourus par W. Putsch et Insectosaure, qui s'est métamorphosé en un papillon géant. Le vaisseau s’autodétruit, tuant Gallaxhar et son armée.
De retour à Modesto, Susan, B.O.B, Dr. Cafard, Maillon et Papillosaure sont reconnus comme héros et Derek intervient pour donner une seconde chance à Susan pour obtenir une promotion sur sa carrière à la suite de son exploit, mais Susan décline son offre en l’humiliant en direct. W. Putsch arrive ensuite pour informer les monstres qu'un escargot monstrueux se dirige lentement vers Paris après être tombé dans un réacteur nucléaire, ce qui fait que les héros décollent pour faire face à la nouvelle menace, à la grande réjouissance de Susan.

## Fiche technique
- Titre original : Monsters vs. Aliens
- Titre français : Monstres contre Aliens
- Réalisation : Rob Letterman, Conrad Vernon
- Scénario : Maya Forbes, Wallace Wolodarsky, Rob Letterman, Jonathan Aibel et Glenn Berger d’après une histoire originale de Conrad Vernon et Rob Letterman
- Production : Latifa Ouaou, Lisa Stewart, Jill Hopper
- Société de production : DreamWorks SKG[2]
- Sociétés de distribution :  Paramount Pictures (États-Unis)[2]
- Pays de production :  États-Unis
- Langue originale : anglais
- Format : couleur — 2,35:1 — 3D stéréoscopique
- Genre : animation, science-fiction
- Budget : 175 000 000 $
- Dates de sortie :
  - États-Unis : 27 mars 2009
  - France, Belgique : 1er avril 2009

## Distribution

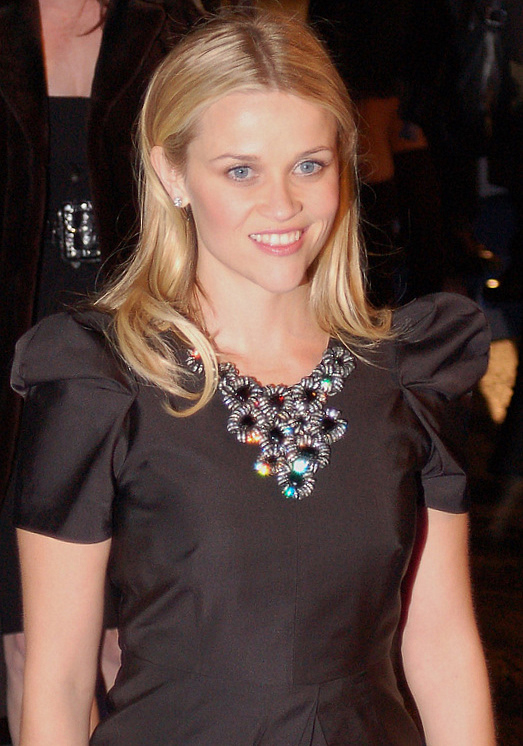
Reese Witherspoon, à la première britannique du film.

### Voix originales
- Reese Witherspoon : Susan Murphy / Génormica
- Will Arnett : le Maillon Manquant
- Seth Rogen : B.O.B
- Hugh Laurie : Dr Cafard
- Rainn Wilson : Gallaxhar
- Paul Rudd : Derek Dietl
- Kiefer Sutherland : général W. Putsch
- Stephen Colbert : le Président Hathaway
- Amy Poehler : la voix de l'ordinateur
- Julie White : Wendy Murphy, la mère de Susan
- Jeffrey Tambor : Carl Murphy, le père de Susan
- Renée Zellweger : Katie
- John Krasinski : Cuthbert
- David Koch : le reporter

### Voix françaises
- Louise Bourgoin : Susan Murphy / Génormica
- Stéphane Freiss : Dr Cafard
- Jérôme Rebbot : B.O.B
- Gilles Morvan : le Maillon Manquant
- Julien Doré : Derek Dietl
- Patrick Béthune : général W. Putsch
- Pierre Laurent : le Président Hathaway
- Gilbert Lévy : Gallaxhar
- Ethel Houbiers : la voix de l'ordinateur
- Cyrielle Clair : Wendy Murphy
- Yves-Henry Salerne : Carl Murphy
- Dorothée Pousséo : Katie
- Nessym Guetat : Cuthbert
- Jacqueline Cohen : Rita
- Michel Elias : le reporter

### Voix québécoises
- Catherine Proulx-Lemay : Susan Murphy / Génormica
- Yves Soutière : Dr Cafard
- Tristan Harvey : B.O.B
- Daniel Picard : le Maillon Manquant
- Renaud Paradis : Derek Dietl
- Patrick Chouinard : général W. Putsch
- Jacques Lavallée : le Président Hathaway
- Gilbert Lévy : Gallaxhar
- Camille Cyr-Desmarais : la voix de l'ordinateur
- Élise Bertrand : Wendy Murphy
- Carl Béchard : Carl Murphy
- Pascale Montreuil : Katie
- Gabriel Lessard : Cuthbert

## Personnages

### Monstres et extraterrestres
Les monstres sont les principaux protagonistes du film. Sympathiques sous des dehors monstrueux, ils sont inspirés de monstres du cinéma classique de science-fiction des années 1950.
- Reese Witherspoon (VF : Louise Bourgoin) est  Susan Murphy (Génormica), une jeune provinciale amoureuse, transformée le jour de son mariage par une météorite chargée en quantonium, en une géante de 49 pieds 11 pouces (parodie de la femme de 50 pieds) avec une force proportionnelle.
- Hugh Laurie (VF : Stéphane Freiss) est le docteur Cafard, Ph.D., un savant fou qui menait des recherches sur la résistance des blattes et se retrouva accidentellement muté en cafard géant. Ayant hérité de certaines caractéristiques des cafards, dont la tête aux yeux globuleux, le goût pour les ordures ménagères et la faculté de grimper aux surfaces, il a conservé son intellect et son savoir-faire. Le personnage parodie le film La Mouche noire et son protagoniste principal François Delambre, interprété par Vincent Price.
- Will Arnett  (VF : Gilles Morvan) est Le Maillon Manquant, un hybride singe-poisson, parodiant la créature du lagon noir, congelé il y a 20 000 ans et qui, dégelé par des scientifiques a immédiatement semé la terreur dans un country club.
- Seth Rogen (VF : Jérôme Rebbot) est BOB (acronyme de Benzoate Ostylezene Bicarbonate), une masse gélatineuse bleue indestructible dépourvue de cerveau, obtenue à partir d'expériences menées sur une tomate génétiquement modifiée. Il parodie à la fois le Blob et le film lui-même parodique des tomates tueuses.
- Insectosaure est un asticot transformé en monstre de 350 pieds par des radiations. Il est capable de sécréter et projeter des fils de soie proportionnels à sa taille par ses narines. Parodiant les larves de Mothra et les mutations radioactives des films de Godzilla. Il devient un papillon géant à la fin du film.
- Rainn Wilson (VF : Gilbert Lévy) est Gallaxhar, le principal antagoniste du film. Dictateur extraterrestre ne reculant devant rien pour obtenir le pouvoir ultime, il est servi par une armée de clones de lui-même relativement dépourvus d'intelligence.

### Humains
- Stephen Colbert (VF : Pierre Laurent) est le président Hathaway, qui ne veut pas figurer dans l'histoire comme celui sous le mandat duquel le monde a pris fin.
- Kiefer Sutherland (VF : Patrick Béthune) est le général W. Putsch, responsable de l'unité des monstres (Roswell), si secrète que la simple mention de son nom est punie par la loi. Lui-même apprécie l'action.
- Paul Rudd (VF : Julien Doré) est Derek Dietl, le fiancé de Susan Murphy. Présentateur de télévision séduisant mais carriériste, opportuniste et égocentrique.
- Jeffrey Tambor (VF : Yves-Henry Salerne) et Julie White (VF : Cyrielle Clair) sont Carl et Wendy Murphy, les parents de Susan.
- Elle Fanning joue Susan Murphy lorsqu'elle est jeune.
- David Koch (VF : Michel Elias) est un reporter

### Autres
- Amy Poehler (VF : Ethel Houbiers) est l'ordinateur central du vaisseau de Gallaxhar.

## Box-office

### Global
- Monde : 381 509 870 $
- International : 183 158 344 $

### Pays
- États-Unis : 198 351 526 $
- France (12 semaines) : 1 264 483 entrées
- Suisse : 110 689 entrées

## Accueil
Le film a été plutôt bien accueilli, mais n'a pas eu le succès escompté en France, à l'image d'autres productions DreamWorks comme Bee Movie, Nos voisins, les hommes ou Souris City contrairement aux États-Unis et dans le reste du monde où le film totalise, à ce jour, 198 millions de dollars de recettes sur le sol américain et 183 dans le monde.
Le film a d'ailleurs battu des records de fréquentation aux États-Unis pour son premier week-end dans son format IMAX 3D, projeté dans 143 salles. Il a engrangé 5,1 millions de dollars en 3 jours, dont 2,02 millions rien que pour la journée du samedi, ce qui est un record. Le film est actuellement 5e au classement  des plus grosses recettes IMAX 3D pour un 1er week-end et est le 1er pour un film d'animation.

## Anecdotes
- Dans la scène où Gallaxhar donne une transmission à Tokyo , une scène de Madagascar peut être vu projetée sur un écran de télévision, montrant Marty le zèbre et Alex le lion .

- Le titre du film est une parodie du titre du film de 2004 Alien vs. Predator[réf. souhaitée].
- Le code d'urgence utilisé au début du film pour avertir de l'arrivée des extra-terrestres est « code Nimoy ». Ce nom est une référence à Leonard Nimoy, célèbre acteur de science‑fiction.
- La ville où Susan est en train de se marier, à savoir Modesto, est celle où est né George Lucas, célèbre réalisateur du milieu de la science-fiction.
- Susan alias Génormica et certaines de ses scènes, comme celle de sa transformation, rappellent le film de 1958  L'Attaque de la femme de 50 pieds ainsi que sa version de 1993. L'héroïne se retrouve également vêtue de blanc avec une mini‑jupe.
- Le nom du général W. (prononcé « deubeul you » comme la lettre en anglais) Putsch est une référence à l'ancien président américain George W. Bush ; cependant cette référence n'existe que dans la version française : en version originale le général s'appelle W.R. Monger, ce qui est un jeu de mots avec warmonger qui, en anglais, signifie « belliciste ».
- L'insigne au-dessus de la poche droite de l'uniforme du général Putsch a la forme stylisée de nuages (éléments de l'animation classique d'un logotype DreamWorks) entourant une tête de Shrek, personnage emblématique d'une autre franchise de la compagnie. En dessous, le badge cousu sur le rabat de la poche évoque une canne à pêche d'argent stylisée sur fond azur, autres éléments visuels renvoyant au logotype susnommé.
- La musique entendue dans la voiture du couple qui découvre le robot cyclope est Who's Crying Now de Journey.
- L'apparence générale de la machine extra‑terrestre est inspirée de celles de La Guerre des mondes, œuvre de l'auteur de science-fiction H. G. Wells.
- La scène burlesque du premier contact avec le robot extra‑terrestre, en plus de rappeler le film Mars Attacks!, est criblée de références populaires :
  - Le président adresse à la machine le salut vulcain avec la main, référence à Star Trek et second à Leonard Nimoy (inventeur du geste) ;
  - Ce même personnage communique ensuite avec lui au moyen d'un synthétiseur : les cinq premières notes qu'il joue constituent le thème musical du film Rencontres du troisième type, où les humains sont dans une situation similaire ;
  - Prenant de l'assurance, le président joue ensuite le thème de synthpop du Flic de Beverly Hills (Axel F d'Harold Faltermeyer) en dansant le moonwalk popularisé par Michael Jackson. Le montage à la fin de cette séquence avec la chorégraphie en rythme de ses hommes en noir, renvoient au vidéoclip de Thriller du même interprète ;
  - Après avoir fini de jouer, le président emporté effectue les cornes du diable avec ses mains ;
  - La machine tend ensuite sa main vers celle du président dans une posture faisant penser à la fresque de Michel‑Ange La Création d'Adam, le thème de Rencontres du troisième type accompagnant la scène dans un nouvel arrangement ;
  - Les plans de tirs inefficaces et d'impacts sur la sonde géante qui est protégée par un champ de force durant le conflit qui s'ensuit renvoient au film Independence Day ;
  - Des missiles qui sont largués vers le robot portent l'inscription « E.T. GO HOME! » (« E.T. retourne maison ! »), parodiant le « E.T. téléphone maison ! » du film paronyme. Le thème musical de ce même film, composé par John Williams, accompagne la blague.
- La séquence du bureaucrate affolé qui court dans des couloirs avec sa paperasserie après une catastrophe annoncée rappelle la même scène du film Armaggedon de 1998.
- La blague des boutons de frappe nucléaire et de la machine à café similaires et mis côte à côte est reprise du film parodique La Folle Histoire de l'espace de 1987 par Mel Brooks.
- Le complexe militaire si secret qu'il « est illégal de ne serait-ce que citer son nom », selon le général Putsch, puis partiellement nommé par un officier d'état-major réduit au silence, fait allusion à la zone 51.
- Le personnage de la femme hystérique qui pousse un hurlement excessif à chaque vision d'un monstre pour souligner la terreur qu'il est censé inspirer est un cliché reconnaissable du cinéma de genre tourné ici en dérision.
- L'Homme invisible, qui faisait apparemment partie de l'équipe de monstres jusqu'à il y a un quart de siècle avant l'arrivée de Susan, est mentionné quand le Maillon Manquant et le docteur Cafard avouent à BOB que, contrairement à ce qu'ils lui ont raconté pour le consoler, il ne s'est pas évadé de leur complexe mais serait en réalité mort d'une crise cardiaque : second clin d’œil au créateur de l'homonyme qu'il parodie, H. G. Wells, qui est décédé de la même façon.
- La voiture de sport jaune utilisée comme patin à roulettes par Génormica est immatriculée XQZMEEEE (prononcé comme « excuse me », « excusez-moi », en anglais).
- Lorsque Génormica arrive sur le pont Golden Gate à toute vitesse, on aperçoit un chauffeur de camion étonné de la voir à travers son rétroviseur : son camion porte sur sa calandre l'emblème SKG, rapport à la société de production du film, DreamWorks SKG.
- Le bandeau rouge que le général Putsch enfile pour le troisième acte est une référence au héros reaganien John Rambo, personnage fictif de la saga cinématographique éponyme.
- La séquence dansée par le docteur Cafard au Dance Dance Revolution de l'IA du vaisseau extra‑terrestre reprend la musique Roses Are Red du groupe Aqua.
- La séquence du générique de fin rappelle le générique d'ouverture type des films de James Bond.

## Sortie DVD
Monstres contre Aliens est sorti en DVD et Disque Blu-ray aux États-Unis et au Canada le 29 septembre 2009, et le 26 octobre 2009 au Royaume-Uni. Le format Blu-ray ne contient que la version 2D du film. Cependant, le court-métrage BOB fait la Bombe propose l'option 3D. Le 6 janvier 2010, il a été annoncé qu'une version 3D serait disponible sur Blu-ray.

## Suite
Malgré son succès sur le marché des États-Unis (presque 200 M$ récoltés), Jeffrey Katzenberg a annoncé qu'une suite ne pourrait pas être faite en raison de la faible performance du film dans le reste du monde (183.3 M$ quand, quelques mois avant, l'inédit Kung Fu Panda avait réuni 416.3 M$ hors États-Unis).
Le film a fini d'être rentabilisé grâce aux recettes DVD et Blu-ray, rien qu'aux États-Unis où il s'est écoulé à près de 5,5 millions de DVD (soit plus de 86 M$).

## Spin-off
- BOB fait la bombe : BOB et sa monstrueuse équipe ont pour mission de s’évader de la cellule top secrète dans laquelle le gouvernement les retient prisonniers. Guidé par le professeur fou docteur Cafard et par l’amphibien macho Le Maillon Manquant, le trio doit déjouer les projets du général W. Putsch pour organiser une évasion triomphale… ou presque ![style à revoir]
- Le court-métrage a été créé par Nickelodeon en 2D le 26 septembre 2009.
- La version 3D est incluse sur le Blu-ray, le pack 2 DVD et le Blu-ray 3D.
- Par la suite, la chaîne Nickelodeon fera quelques épisodes creatures features en 2D, incluant des aliens (comprenant un enfant très évolué, une guerrière, un savant machiavélique et une espèce de gros chien) qui feront plus ou moins équipe avec l'équipe de monstres dans « la base 50 et quelques » (parodiant la fameuse zone 51) mais Insectosaure n'en fera plus partie.
- En 2013 est créée la série Monstres contre Aliens, en 52 segments de 11 minutes, inspirée du film, et diffusée entre le 23 mars 2013 et le 8 février 2014 sur Nickelodeon. En France, la série a été diffusée sur Nickelodeon , ainsi que sur Gulli.